# Henning von Strahlenheim
Henning von Strahlenheim (ur. 21 lipca 1665 w Stralsundzie, zm. 15 września 1731) – szwedzki dyplomata i polityk.
W 1699 roku poseł Szwecji w Hanowerze W latach 1699–1710 poseł w Wiedniu. Tam zaprzyjaźnił się z nim cesarski paź Max Adam Zobor. W 1710 odwołany do Sztokholmu.
W latach 1710–1714 gubernator Zweibrücken. W 1718 roku poznał zdetronizowanego Stanisława Leszczyńskiego. Polubili się, więc pozostał w świcie monarchy bez dworu. Podążył z nim do Forbach, a potem do Lotaryngii, gdzie zmarł w 1731 roku.